# The Big Sleep (película de 1978)
The Big Sleep (1978; titulada en España Detective privado) fue la segunda versión cinematográfica de la novela homónima escrita por Raymond Chandler en 1939. Fue dirigida por Michael Winner y protagonizada por Robert Mitchum como el detective Philip Marlowe. James Stewart interpreta al general Sternwood.
La ambientación pasa de localizarse en Los Ángeles de los años 1940 al Londres y en menor medida California en los contemporáneos años 1970. La película contiene material mucho más explícito que la versión de 1946 apenas insinuaba, como homosexualidad, pornografía y desnudez. Mitchum tenía 61 años en esta época, muchos más que los 33 años de edad que tenía el personaje de Philip Marlowe en la novela de Chandler, o el Marlowe de 38 años de la versión cinematográfica de 1946, interpretado por un Bogart de 44.

## Trama
El general Sternwood (James Stewart) contrata al duro detective privado Philip Marlowe para que investigue quién está chantajeándolo. Este deja Los Ángeles y una vez en Londres, la investigación de Marlowe del pornógrafo homosexual Arthur Geiger da pistas complicadas de personajes sospechosos, muchos de los cuales mueren misteriosamente en su velorio. Durante el evento, Marlowe descubre la verdad acerca de Charlotte y Camila Sternwood, las hijas del general Sternwood. Lash Canino (Richard Boone) es el terrible sicario.

## Reparto
- Robert Mitchum como Philip Marlowe.
- Sarah Miles como Charlotte Sternwood.
- Richard Boone como Lash Canino.
- Candy Clark como Camilla Sternwood.
- Joan Collins como Agnes Lozelle.
- Edward Fox como Joe Brody.
- John Mills como el inspector Jim Carson.
- James Stewart como el general Sternwood.
- Oliver Reed como Eddie Mars.
- Harry Andrews como Norris.
- Colin Blakely como Harry Jones.
- Richard Todd como el comandante Barker.